# NGC 2903
NGC 2903は、しし座の方角に約3000万光年離れた棒渦巻銀河である。ウィリアム・ハーシェルが発見し、1784年11月16日に星表に収録した。NGC 2905は、この銀河の中にある明るい星雲である。

## ギャラリー

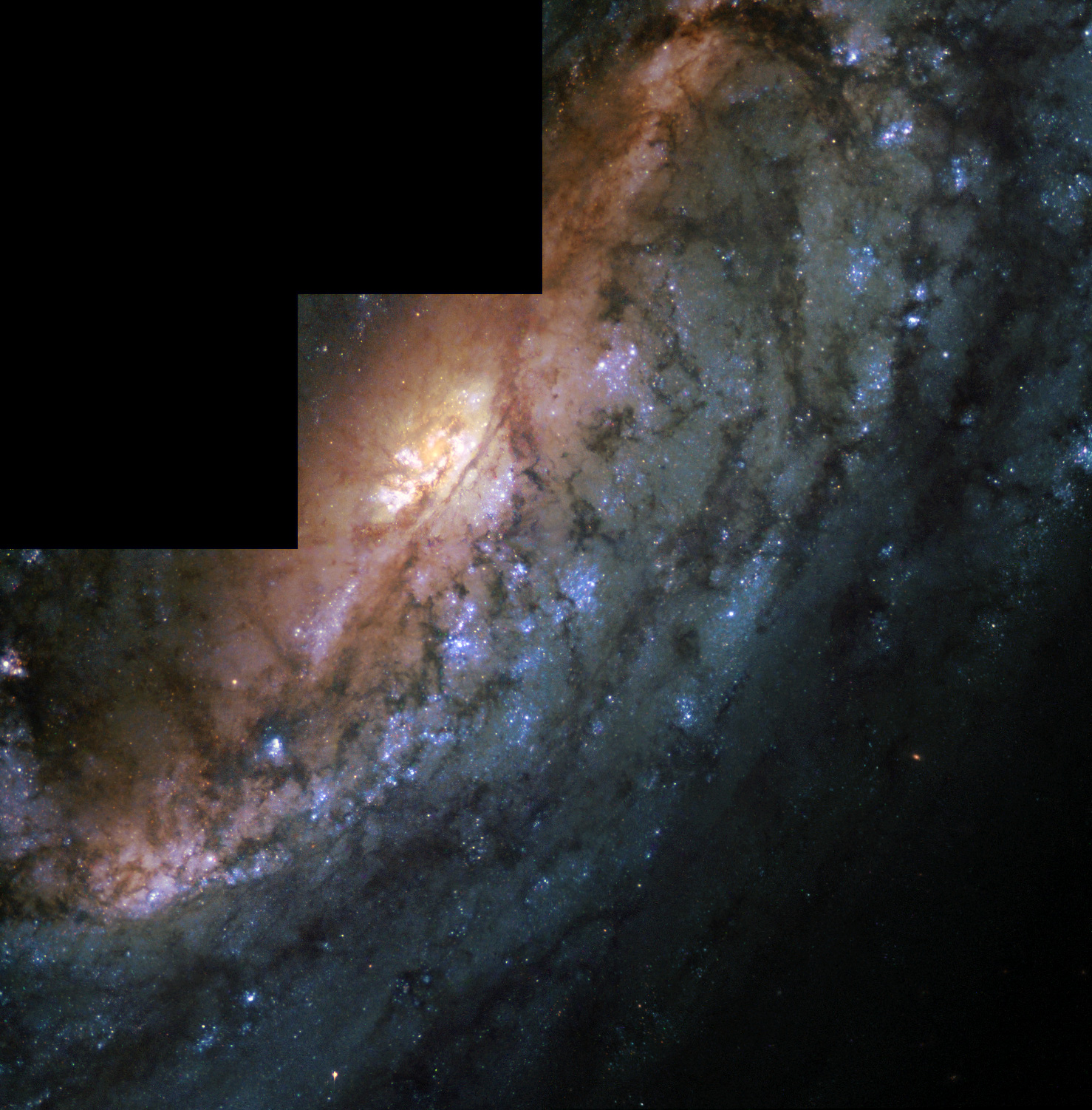
NGC 2903.  Credit:  HST/NASA/ESA.
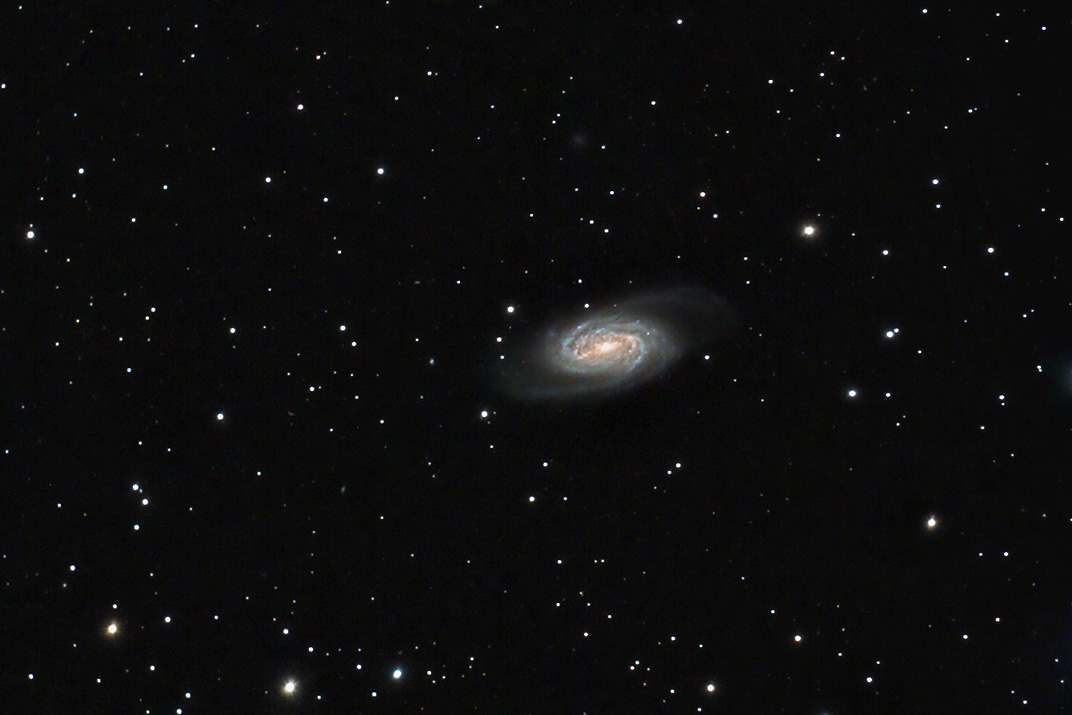
NGC 2903の可視光画像. Credit:  Scott Anttila.